# Дерновский сельский совет (Сумская область)
Дерновский сельский совет (укр. Дернівська сільська рада) — входит в состав
Тростянецкого района
Сумской области
Украины.
Административный центр сельского совета находится в 
с. Дерновое
.

## Населённые пункты совета
- с. Дерновое
- с. Рябовка